# Sergej Volkov (calciatore 1980)
Sergej Jur'evič Volkov (in russo Сергей Юрьевич Волков?; Kaluga, 27 settembre 1980) è un ex calciatore russo, di ruolo attaccante.

## Palmarès

### Club

#### Competizioni nazionali
- Pervenstvo Futbol'noj Nacional'noj Ligi: 1

Amkar Perm': 2003